# Brasilien i olympiska sommarspelen 1980
Brasilien deltog i de olympiska sommarspelen 1980 med en trupp bestående av 106 deltagare, 91 män och 15 kvinnor, vilka deltog i 72 tävlingar i 14 sporter. Landet slutade på sjuttonde plats i medaljligan, med två guldmedaljer och fyra medaljer totalt.

## Medaljer

### Guld
- Marcos Soares, Eduardo Penido - Segling, 470
- Lars Sigurd Björkström, Alexandre Welter - Segling, Tornado

### Brons
- Jorge Luiz Leite, Marcus Mattioli, Cyro Delgado, Djan Madruga - Simning, 4x200 meter frisim
- João Carlos de Oliveira - Friidrott, Tresteg

## Basket
Herrar
Gruppspel
| Lag             | Poäng | Vinster | Förluster | PF  | PA  | PD   |
| --------------- | ----- | ------- | --------- | --- | --- | ---- |
| Sovjetunionen   | 6     | 3       | 0         | 321 | 235 | +86  |
| Brasilien       | 5     | 2       | 1         | 297 | 235 | +62  |
| Tjeckoslovakien | 4     | 1       | 2         | 285 | 236 | +49  |
| Indien          | 3     | 0       | 3         | 194 | 391 | -197 |

Slutspel
| Nr | Lag           | S | V | O | F | GM  | IM  | MS  | P  |
| -- | ------------- | - | - | - | - | --- | --- | --- | -- |
| 1  | Jugoslavien   | 5 | 5 | 0 | 0 | 506 | 442 | +64 | 10 |
| 2  | Italien       | 5 | 3 | 0 | 2 | 419 | 438 | −19 | 8  |
| 3  | Sovjetunionen | 5 | 3 | 0 | 2 | 505 | 468 | +37 | 8  |
| 4  | Spanien       | 5 | 2 | 0 | 3 | 488 | 485 | +3  | 7  |
| 5  | Brasilien     | 5 | 2 | 0 | 3 | 448 | 477 | −29 | 7  |
| 6  | Kuba          | 5 | 0 | 0 | 5 | 434 | 490 | −56 | 5  |

## Boxning
| Idrottare             | Gren            | Omgång 1             | Omgång 2             | Omgång 3             | Kvartsfinal          | Semifinal            | Final                | Final     |
| Idrottare             | Gren            | Motståndare Resultat | Motståndare Resultat | Motståndare Resultat | Motståndare Resultat | Motståndare Resultat | Motståndare Resultat | Placering |
| --------------------- | --------------- | -------------------- | -------------------- | -------------------- | -------------------- | -------------------- | -------------------- | --------- |
| Sidnei dal Rovere     | Fjädervikt      | Bye                  | Poma (NEP) RSC-1     | Nearaio (ETH) 5-0    | Kosedowski (POL) 0-5 | Gick inte vidare     | Gick inte vidare     |           |
| Jaime Sodré de França | Lätt weltervikt | Willis (GBR) 0-5     | Gick inte vidare     | Gick inte vidare     | Gick inte vidare     | Gick inte vidare     | Gick inte vidare     |           |
| Francisco de Jesus    | Lätt mellanvikt | Camara (NGR) 5-0     | Vainonen (SWE) 5-0   | i.u.                 | Martínez (CUB) 0-5   | Gick inte vidare     | Gick inte vidare     |           |
| Carlos Fonseca        | Mellanvikt      | Bye                  | Kaylor (GBR) 1-4     | Gick inte vidare     | Gick inte vidare     | Gick inte vidare     | Gick inte vidare     |           |

## Bågskytte
| Bågskytt             | Gren                   | Första rundan | Första rundan | Andra rundan | Andra rundan | Totalt | Totalt |
| Bågskytt             | Gren                   | Poäng         | Rank          | Poäng        | Rank         | Poäng  | Rank   |
| -------------------- | ---------------------- | ------------- | ------------- | ------------ | ------------ | ------ | ------ |
| Zélia Arci           | Damernas individuella  | 1084          | 25            | 1102         | 24           | 2186   | 26     |
| Emilio Dutra e Mello | Herrarnas individuella | 1139          | 28            | 1125         | 27           | 2264   | 27     |

## Cykling
Herrarnas linjelopp
- Gilson Alvaristo
- José Carlos de Lima
- Fernando Louro
- Davis Pereira

Herrarnas tempolopp
- Hans Fischer

Herrarnas förföljelse
- Antônio Silvestre

Herrarnas lagförföljelse
- Hans Fischer
- José Carlos de Lima
- Fernando Louro
- Antônio Silvestre

## Friidrott
Herrarnas 100 meter
- Nelson dos Santos
  - Heat — 10,51
  - Kvartsfinal — 10,45 (→ gick inte vidare)

- Katsuhiko Nakaya
  - Heat — 10,72
  - Kvartsfinal — 10,70 (→ gick inte vidare)

- Milton de Castro
  - Heat — 10,74 (→ gick inte vidare)

Herrarnas 800 meter
- Agberto Guimarães
  - Heat — 1:48,2
  - Semifinal — 1:46,9
  - Final — 1:46,2 (→ 4:e plats)

Herrarnas 4 x 400 meter stafett
- Paulo Roberto Correia, Antônio Dias Ferreira, Agberto Guimarães och Geraldo José Pegado
  - Heat — 3:04,9
  - Final — 3:05,9 (→ 5:e plats)

Herrarnas 400 meter häck
- Antônio Dias Ferreira
  - Heat — 50,14
  - Semifinal — 52,31 (→ gick inte vidare)

Herrarnas höjdhopp
- Claudio da Matta Freire
  - Kval — 2,05 m (→ gick inte vidare)

Herrarnas längdhopp
- João Carlos de Oliveira
  - Kval — 7,78 m
  - Final — startade inte (→ ingen placering)

Herrarnas tresteg
- João Carlos de Oliveira
  - Kval — 16,62 m
  - Final — 17,22 m (→  Brons)

Damernas femkamp
- Conceição Geremias — 4263 poäng (→ 14:e plats)
  1. 100 meter — 14,33s
  2. Kulstötning — 13,16m
  3. Höjdhopp — 1,71m
  4. Längdhopp — 5,97m
  5. 800 meter — 2:18,90

## Simhopp
Herrarnas 3 m
- Milton Jorge Braga
  - Kval — 451,17 poäng (→ 22:a plats, gick inte vidare)

Herrarnas 10 m
- Milton Jorge Braga
  - Kval — 373,06 poäng (→ 20:e plats, gick inte vidare)

## Simning
Nio deltagare representerade Brasilien i simningen, i totalt elva tävlingar. De tog ett brons i herrarnas 4x200 meter frisim.
| Tävlande                                                                           | Gren               | Heat     | Heat      | Semifinal        | Semifinal        | Final            | Final            |
| Tävlande                                                                           | Gren               | Tid      | Placering | Tid              | Placering        | Tid              | Placering        |
| ---------------------------------------------------------------------------------- | ------------------ | -------- | --------- | ---------------- | ---------------- | ---------------- | ---------------- |
| Jorge Luiz Leite                                                                   | 100 m frisim       | 52.51    | 4 Q       | 52.91            | 8                | Gick inte vidare | Gick inte vidare |
| Cyro Delgado                                                                       | 100 m frisim       | 53.00    | 6         | Gick inte vidare | Gick inte vidare | Gick inte vidare | Gick inte vidare |
| Jorge Luiz Leite                                                                   | 200 m frisim       | 1:54.32  | 3         | i.u.             | i.u.             | Gick inte vidare | Gick inte vidare |
| Marcus Mattioli                                                                    | 200 m frisim       | 1:54.39  | 3         | i.u.             | i.u.             | Gick inte vidare | Gick inte vidare |
| Cyro Delgado                                                                       | 200 m frisim       | 1:54.59  | 5         | i.u.             | i.u.             | Gick inte vidare | Gick inte vidare |
| Djan Madruga                                                                       | 400 m frisim       | 3:55.69  | 1 Q       | i.u.             | i.u.             | 3:54.15          | 4                |
| Marcelo Jucá                                                                       | 400 m frisim       | 4:03.92  | 4         | i.u.             | i.u.             | Gick inte vidare | Gick inte vidare |
| Marcelo Jucá                                                                       | 1500 m frisim      | 16:01.11 | 5         | i.u.             | i.u.             | Gick inte vidare | Gick inte vidare |
| Djan Madruga                                                                       | 1500 m frisim      | 15:56.20 | 6         | i.u.             | i.u.             | Gick inte vidare | Gick inte vidare |
| Jorge Luiz Leite Marcus Mattioli Cyro Delgado Djan Madruga                         | 4x200 meter frisim | 7:32.81  | 2 Q       | i.u.             | i.u.             | 7:29.30          | 3                |
| Rômulo Arantes Filho                                                               | 100 m ryggsim      | 57.90    | 2 Q       | 58.21            | 5                | Gick inte vidare | Gick inte vidare |
| Ricardo Prado                                                                      | 100 m ryggsim      | 1:01.03  | 6         | Gick inte vidare | Gick inte vidare | Gick inte vidare | Gick inte vidare |
| Sérgio Ribeiro                                                                     | 100 m bröstsim     | 1:06.71  | 5         | i.u.             | i.u.             | Gick inte vidare | Gick inte vidare |
| Cláudio Kestener                                                                   | 100 m fjäril       | 57.65    | 4         | Gick inte vidare | Gick inte vidare | Gick inte vidare | Gick inte vidare |
| Marcus Mattioli                                                                    | 100 m fjäril       | 57.96    | 5         | Gick inte vidare | Gick inte vidare | Gick inte vidare | Gick inte vidare |
| Marcus Mattioli                                                                    | 200 m fjäril       | 2:06.87  | 3         | i.u.             | i.u.             | Gick inte vidare | Gick inte vidare |
| Cláudio Kestener                                                                   | 200 m fjäril       | 2:08.65  | 6         | i.u.             | i.u.             | Gick inte vidare | Gick inte vidare |
| Djan Madruga                                                                       | 400 m medley       | 4:28.77  | 1 Q       | i.u.             | i.u.             | 4:26.81          | 5                |
| Ricardo Prado                                                                      | 400 m medley       | 4:31.69  | 3         | i.u.             | i.u.             | Gick inte vidare | Gick inte vidare |
| Rômulo Arantes Filho Sérgio Ribeiro Cláudio Kestener Jorge Luiz Leite Cyro Delgado | 4x100 meter medley | 3:53.32  | 6 Q       | i.u.             | i.u.             | 3:53.24          | 8                |

## Tyngdlyftning
Två tyngdlyftare tävlade för Brasilien i sommarspelen 1980.
| Tävlande         | Viktklass | Ryck | Stöt  | Total | Placering |
| ---------------- | --------- | ---- | ----- | ----- | --------- |
| Durval de Moraes | 52 kg     | 80   | 107,5 | 187,5 | 16        |
| Paulo de Sene    | 60 kg     | 100  | 0     | 0     | DNF       |